# Administrativ inddeling af Sankt Petersborg
Den føderale by Sankt Petersborg i Rusland er administrativt inddelt i 18 rajoner, der igen er opdelt i 111 bydele: 81 bymæssige okruger, 9 byer og 21 landsbybebyggelser.

## Historie
Siden byens oprettelse i 1718 har byens administrative inddeling undergået utallige forandringer. Ved dekret fra Peter den Store af 25. maj 1718 var Sankt Petersborg opdelt i fem bydele: Sankt Petersborg øen, Admiraltejskij øen, Vasilevskij øen, Moskovskaja bydelen, Vyborgskaja bydelen.
Ved en folkeafstemning i forbindelse med præsidentvalget i 1991 ved 54% af indbyggerne at genindføre det gamle navn, Sankt Petersborg, hvilket 21. april 1992 bekræftedes af en ændring af Ruslands forfatning. Næsten samtidigt gennemførtes en række administrative reformer, der bl.a. reducerede antallet af rajoner, en proces, der senere er fortsat.
Den seneste administrative inddeling blev vedtaget den 30. juni 2005 af den lovgivende forsamling i Sankt Petersborg.

## Rajoner i Sankt Petersborg
Alle befolkningstal er fra 1. januar 2016.
| #  | Rajon                   | Russisk navn            | Indbyggertal | Areal (km²) | Befolkningstæthed Indb./km² | Sankt Petersborgs rajoner |
| -- | ----------------------- | ----------------------- | ------------ | ----------- | --------------------------- | ------------------------- |
| 1  | Admiraltejskij rajon    | Адмиралтейский район    | 162.887      | 13,82       | 11.441                      |                           |
| 2  | Vasileostrovskij rajon  | Василеостровский район  | 208.734      | 14,64       | 10.041                      |                           |
| 3  | Vyborgskij rajon        | Выборгский район        | 493.051      | 115,38      | 13.726                      |                           |
| 4  | Kalininskij rajon       | Калининский район       | 530.163      | 40,12       | 9.622                       |                           |
| 5  | Kirovskij rajon         | Кировский район         | 339.724      | 48          | 11.503                      |                           |
| 6  | Kolpinskij rajon        | Колпинский район        | 186.353      | 105,8       | 13.315                      |                           |
| 7  | Krasnogvardejskij rajon | Красногвардейский район | 348.202      | 56,83       | 12.637                      |                           |
| 8  | Krasnoselskij rajon     | Красносельский район    | 366.442      | 115         | 8.716                       |                           |
| 9  | Kronsjtadtskij rajon    | Кронштадтский район     | 44.374       | 19,35       | 10.438                      |                           |
| 10 | Kurortnyj rajon         | Курортный район         | 75.121       | 267,91      | 6.181                       |                           |
| 11 | Moskovskij rajon        | Московский район        | 337.153      | 71,07       | 95                          |                           |
| 12 | Nevskij rajon           | Невский район           | 506.201      | 61,79       | 459                         |                           |
| 13 | Petrogradskij rajon     | Петроградский район     | 136.613      | 24          | 12.637                      |                           |
| 14 | Petrodvortsovyj rajon   | Петродворцовый район    | 135.565      | 109,87      | 8.716                       |                           |
| 15 | Primorskij rajon        | Приморский район        | 549.774      | 93,2810     | 10.438                      |                           |
| 16 | Pusjkinskij rajon       | Пушкинский район        | 178.584      | 239,95      | 6.181                       |                           |
| 17 | Frunzenskij rajon       | Фрунзенский район       | 405.308      | 37,46       | 95                          |                           |
| 18 | Tsentralnyj rajon       | Центральный район       | 221.441      | 17,12       | 459                         |                           |

## Admiraltejskij rajon
| Bymæssige okruger i Admiraltejskij rajon | Okrugernes russiske navn | Indbyggertal | Areal (km²) | Befolkningstæthed Indb./km² | Kort med Admiraltejskij rajon |
| ---------------------------------------- | ------------------------ | ------------ | ----------- | --------------------------- | ----------------------------- |
| Kolomna                                  | Коло́мна                  | 40.204       | -           | -                           |                               |
| Sennoj                                   | Сенной                   | 22.990       | -           | -                           |                               |
| Admiraltejskij                           | Адмиралтейский           | 23.452       | -           | -                           |                               |
| Semjonovskij                             | Семёновский              | 24.082       | -           | -                           |                               |
| Izmajlovskoje                            | Измайловское             | 27.167       | -           | -                           |                               |
| Jekateringofskij                         | Екатерингофский          | 24.992       | -           | -                           |                               |

## Vasileostrovskij rajon
| Bymæssige okrugerer i Vasileostrovskij rajon | Okrugernes russiske navne | Indbyggertal | Areal (km²) | Befolkningstæthed Indb./km² | Kort over med Vasileostrovskij rajon |
| -------------------------------------------- | ------------------------- | ------------ | ----------- | --------------------------- | ------------------------------------ |
| Nr. 7                                        | № 7                       | 40.859       | -           | -                           |                                      |
| Vasilevskij                                  | Васильевский              | 32.899       | -           | -                           |                                      |
| Gavan                                        | Гавань                    | 36.674       | -           | -                           |                                      |
| Morskoj                                      | Морской                   | 35.538       | -           | -                           |                                      |
| Ostrov                                       | Головинский               | 62.764       | -           | -                           |                                      |

## Vyborgskij rajon
| Bymæssige okruger i Vyborgskij rajon | Okrugernes russiske navn | Indbyggertal | Areal (km²) | Befolkningstæthed Indb./km² | Kort med Vyborgskij rajon |
| ------------------------------------ | ------------------------ | ------------ | ----------- | --------------------------- | ------------------------- |
| Levasjovo                            | Левашово                 | 4.420        | -           | -                           |                           |
| Pargolovo                            | Парголово                | 42.708       | -           | -                           |                           |
| Sampsonijevskoje                     | Сампсониевское           | 41.330       | -           | -                           |                           |
| Svetlanovskoje                       | Светлановское            | 87.072       | -           | -                           |                           |
| Sosnovskoje                          | Сосновское               | 69.106       | -           | -                           |                           |
| Nr. 15                               | № 15                     | 66.445       | -           | -                           |                           |
| Parnas                               | Парнас                   | 69.534       | -           | -                           |                           |
| Sjuvalovo-Ozerki                     | Шувалово-Озеркио         | 112.436      | -           | -                           |                           |

## Kalininskij rajon
| Bymæssige okruger i Kalininskij rajon | Okrugernes russiske navn | Indbyggertal | Areal (km²) | Befolkningstæthed Indb./km² | Kort med Kalininskij rajon |
| ------------------------------------- | ------------------------ | ------------ | ----------- | --------------------------- | -------------------------- |
| Grazjdanka                            | Гражданка                | 97.700       | -           | -                           |                            |
| Akademitjeskoje                       | Академическое            | 108.840      | -           | -                           |                            |
| Finljandskij                          | Финляндский              | 75.520       | -           | -                           |                            |
| Nr. 21                                | № 21                     | 80.119       | -           | -                           |                            |
| Piskarjovka                           | Пискарёвка               | 61.706       | -           | -                           |                            |
| Severnyj                              | Северный                 | 54.292       | -           | -                           |                            |
| Prometej                              | Прометей                 | 74.249       | -           | -                           |                            |

## Kirovskij rajon
| Bymæssige okruger i Kirovskij rajon | Okrugernes russiske navn | Indbyggertal | Areal (km²) | Befolkningstæthed Indb./km² | Kort med Kirovskij rajon |
| ----------------------------------- | ------------------------ | ------------ | ----------- | --------------------------- | ------------------------ |
| Knjazjevo                           | Княжево                  | 61.183       | -           | -                           |                          |
| Uljanka                             | Ульянка                  | 76.088       | -           | -                           |                          |
| Datjnoje                            | Дачное                   | 73.405       | -           | -                           |                          |
| Avtovo                              | Автово                   | 45.519       | -           | -                           |                          |
| Narvskij                            | Нарвский                 | 31.915       | -           | -                           |                          |
| Krasnenkaja retjka                  | Красненькая речка        | 41.300       | -           | -                           |                          |
| Morskije vorota                     | Морские ворота           | 10.314       | -           | -                           |                          |

## Kolpinskij rajon
| Forvaltningsenheder i Kolpinskij rajon | Forvaltningsenhedernes russiske navn | Indbyggertal | Areal (km²) | Befolkningstæthed Indb./km² | Kort med Kolpinskij rajon |
| -------------------------------------- | ------------------------------------ | ------------ | ----------- | --------------------------- | ------------------------- |
| Kolpino by                             | Колпино                              | 144.288      | -           | -                           |                           |
| Metallostroj landsby                   | Металлострой                         | 28.280       | -           | -                           |                           |
| Petro-Slavjanka landsby                | Петро-Славянка                       | 1.274        | -           | -                           |                           |
| Pontonnyj landsby                      | Понтонный                            | 8.865        | -           | -                           |                           |
| Sapjornyj landsby                      | Сапёрный                             | 1.521        | -           | -                           |                           |
| Ust-Izjora landsby                     | Усть-Ижора                           | 2.125        | -           | -                           |                           |

## Krasnogvardejskij rajon
| Bymæssige okruger i Krasnogvardejskij rajon | Okrugernes russiske navn | Indbyggertal | Areal (km²) | Befolkningstæthed Indb./km² | Kort med Krasnogvardejskij rajon |
| ------------------------------------------- | ------------------------ | ------------ | ----------- | --------------------------- | -------------------------------- |
| Poljustrovo                                 | Полюстрово               | 53.019       | -           | -                           |                                  |
| Bolsjaja Okhta                              | Большая Охта             | 55.837       | -           | -                           |                                  |
| Malaja Okhta                                | Малая Охта               | 46.981       | -           | -                           |                                  |
| Porokhovyje                                 | Пороховые                | 133.333      | -           | -                           |                                  |
| Rzjevka                                     | Ржевка                   | 59.032       | -           | -                           |                                  |

## Krasnoselskij rajon
| Forvaltningsenheder i Krasnoselskij rajon | Forvaltningsenhedernes russiske navne | Indbyggertal | Areal (km²) | Befolkningstæthed Indb./km² | Kort med Krasnoselskij rajon |
| ----------------------------------------- | ------------------------------------- | ------------ | ----------- | --------------------------- | ---------------------------- |
| Jugo-Zapad                                | Юго-Запад                             | 68.783       | -           | -                           |                              |
| Juzjno-Primorskij                         | Южно-Приморский                       | 65.394       | -           | -                           |                              |
| Sosnovaja Poljana                         | Сосновая Поляна                       | 54.462       | -           | -                           |                              |
| Uritsk                                    | Урицк                                 | 58.425       | -           | -                           |                              |
| Konstantinovskoje                         | Константиновское                      | 38.548       | -           | -                           |                              |
| Gorelovo                                  | Горелово                              | 26.408       | -           | -                           |                              |
| Krasnoje Selo by                          | Красное Село                          | 115.536      | -           | -                           |                              |

## Kronsjtadtskij rajon
| Forvaltningsenhed i Kronsjtadtskij rajon | Forvaltningsenhedens russiske navn | Indbyggertal | Areal (km²) | Befolkningstæthed Indb./km² | Kort med Kronsjtadtskij rajon | Billede |
| ---------------------------------------- | ---------------------------------- | ------------ | ----------- | --------------------------- | ----------------------------- | ------- |
| Kronstadt by                             | Кронштадт                          | 44.374       | -           | -                           |                               |         |

## Kurortnyj rajon
| Forvaltningsenheder i Kurortnyj rajon | Forvaltningsenhedernes russiske navne | Indbyggertal | Areal (km²) | Befolkningstæthed Indb./km² | Kort med Kurortnyj rajon |
| ------------------------------------- | ------------------------------------- | ------------ | ----------- | --------------------------- | ------------------------ |
| Zelenogorsk by                        | Зеленогорск                           | 14.968       | -           | -                           |                          |
| Sestroretsk by                        | Сестрорецк                            | 40.090       | -           | -                           |                          |
| Beloostrov                            | Белоостров                            | 2.192        | -           | -                           |                          |
| Komarovo                              | Комарово                              | 1.282        | -           | -                           |                          |
| Molodjozjnoje                         | Молодёжное                            | 1.685        | -           | -                           |                          |
| Pesotjnyj                             | Песочный                              | 8.855        | -           | -                           |                          |
| Repino                                | Репино                                | 2.687        | -           | -                           |                          |
| Serovo                                | Серово                                | 272          | -           | -                           |                          |
| Smoljatjkovo                          | Смолячково                            | 742          | -           | -                           |                          |
| Solnetjnoje                           | Солнечное                             | 1.674        | -           | -                           |                          |
| Usjkovo                               | Ушково                                | 674          | -           | -                           |                          |

## Moskovskij rajon
| Bymæssige okruger i Moskovskij rajon | Okrugernes russiske navne | Indbyggertal | Areal (km²) | Befolkningstæthed Indb./km² | Kort med Moskovskij rajon |
| ------------------------------------ | ------------------------- | ------------ | ----------- | --------------------------- | ------------------------- |
| Moskovskaja zastava                  | Московская застава        | 51.624       | -           | -                           |                           |
| Gagarinskoje                         | Гагаринское               | 67.432       | -           | -                           |                           |
| Novoizmajlovskoje                    | Новоизмайловское          | 90.814       | -           | -                           |                           |
| Pulkovskij meridian                  | Пулковский меридиан       | 50.405       | -           | -                           |                           |
| Zvjozdnoje                           | Звёздное                  | 76.878       | -           | -                           |                           |

## Nevskij rajon
| Bymæssige okruger i Nevskij rajon | Okrugernes russiske navne | Indbyggertal | Areal (km²) | Befolkningstæthed Indb./km² | Kort over den Nevskij rajon |
| --------------------------------- | ------------------------- | ------------ | ----------- | --------------------------- | --------------------------- |
| Nevskaja zastava                  | Невская застава           | 31.899       | -           | -                           |                             |
| Ivanovskij                        | Ивановский                | 29.833       | -           | -                           |                             |
| Obukhovskij                       | Обуховский                | 49.891       | -           | -                           |                             |
| Rybatskoje                        | Рыбацкое                  | 60.510       | -           | -                           |                             |
| Narodnyj                          | Народный                  | 63.237       | -           | -                           |                             |
| Nr. 54                            | № 54                      | 67.362       | -           | -                           |                             |
| Nevskij                           | Невский                   | 66.075       | -           | -                           |                             |
| Okkervil                          | Оккервиль                 | 64.873       | -           | -                           |                             |
| Pravoberezjnyj                    | Правобережный             | 12.931       | -           | -                           |                             |

## Petrogradskij rajon
| Bymæssige okruger i Petrogradskij rajon | Okrugernes russiske navne | Indbyggertal | Areal (km²) | Befolkningstæthed Indb./km² | Kort med Petrogradskij rajon |
| --------------------------------------- | ------------------------- | ------------ | ----------- | --------------------------- | ---------------------------- |
| Vvedenskij                              | Введенский                | 20.605       | -           | -                           |                              |
| Kronverkskoje                           | Кронверкское              | 21.403       | -           | -                           |                              |
| Posadskij                               | Посадский                 | 22.158       | -           | -                           |                              |
| Aptekarskij ostrov                      | Аптекарский остров        | 21.533       | -           | -                           |                              |
| Petrovskij                              | Петровский                | 22.576       | -           | -                           |                              |
| Tjkalovskoje                            | Чкаловское                | 28.338       | -           | -                           |                              |

## Petrodvortsovyj rajon
| Forvaltningsenheder i Petrodvortsovyj rajon | Forvaltningsenhedernes russiske navne | Indbyggertal | Areal (km²) | Befolkningstæthed Indb./km² | Kort med Petrodvortsovyj rajon |
| ------------------------------------------- | ------------------------------------- | ------------ | ----------- | --------------------------- | ------------------------------ |
| Lomonosov by                                | Ломоносов                             | 43.244       | -           | -                           |                                |
| Petergof by                                 | Петергоф                              | 78.457       | -           | -                           |                                |
| Strelna                                     | Стрельна                              | 13.864       | -           | -                           |                                |

## Primorskij rajon
| Forvaltningsenheder i Primorskij rajon | Forvaltningsenhedernes russiske navn | Indbyggertal | Areal (km²) | Befolkningstæthed Indb./km² | Kort med Primorskij rajon |
| -------------------------------------- | ------------------------------------ | ------------ | ----------- | --------------------------- | ------------------------- |
| Lakhta-Olgino                          | Лахта-Ольгино                        | 4.165        | -           | -                           |                           |
| Nr. 65                                 | № 65                                 | 139.953      | -           | -                           |                           |
| Tjornaja retjka                        | Чёрная речка                         | 59.025       | -           | -                           |                           |
| Komendantskij aerodrom                 | Комендантский аэродром               | 88.974       | -           | -                           |                           |
| Ozero Dolgoje                          | Озеро Долгое                         | 97.191       | -           | -                           |                           |
| Juntolovo                              | Юнтолово                             | 111.115      | -           | -                           |                           |
| Kolomjagi                              | Коломяги                             | 44.497       | -           | -                           |                           |
| Lisij Nos                              | Лисий Нос                            | 4.854        | -           | -                           |                           |

## Pusjkinskij rajon
| Forvaltningsenheder i Pusjkinskij rajon | Forvaltningsenhedernes russiske navn | Indbyggertal | Areal (km²) | Befolkningstæthed Indb./km² | Kort med Pusjkinskij rajon |
| --------------------------------------- | ------------------------------------ | ------------ | ----------- | --------------------------- | -------------------------- |
| Pusjkin by                              | Пушкин                               | 102.729      | -           | -                           |                            |
| Pavlovsk by                             | Павловск                             | 16.525       | -           | -                           |                            |
| Aleksandrovskaja                        | Александровская                      | 2.646        | -           | -                           |                            |
| Tjarlevo                                | Тярлево                              | 1.362        | -           | -                           |                            |
| Sjusjary                                | Шушары                               | 55.321       | -           | -                           |                            |

## Frunzenskij rajon
| Bymæssige okruger i Frunzenskij rajon | Okrugernes russiske navn | Indbyggertal | Areal (km²) | Befolkningstæthed Indb./km² | Kort med Frunzenskij rajon |
| ------------------------------------- | ------------------------ | ------------ | ----------- | --------------------------- | -------------------------- |
| Volkovskoje                           | Филимонковское           | 60.014       | -           | -                           |                            |
| Nr. 72                                | № 72                     | 69.117       | -           | -                           |                            |
| Kuptjino                              | Купчино                  | 54.343       | -           | -                           |                            |
| Georgijevskij                         | Георгиевский             | 91.835       | -           | -                           |                            |
| Nr. 75                                | № 75                     | 52.616       | -           | -                           |                            |
| Balkanskij                            | Балканский               | 79.645       | -           | -                           |                            |

## Tsentralnyj rajon
| Bymæssige okruger i Tsentralnyj rajon | Okrugernes russiske navn | Indbyggertal | Areal (km²) | Befolkningstæthed Indb./km² | Kort med Tsentralnyj rajon |
| ------------------------------------- | ------------------------ | ------------ | ----------- | --------------------------- | -------------------------- |
| Dvortsovyj                            | Дворцовый                | 6.887        | -           | -                           |                            |
| Nr. 78                                | № 78                     | 11.520       | -           | -                           |                            |
| Litejnyj                              | Литейный                 | 46.224       | -           | -                           |                            |
| Smolninskoje                          | Смольнинское             | 78.886       | -           | -                           |                            |
| Ligovka-Jamskaja                      | Лиговка-Ямская           | 17.014       | -           | -                           |                            |
| Vladimirskij                          | Владимирский             | 60.910       | -           | -                           |                            |